# David Charlton (Leichtathlet)
David Charlton (* 6. Januar 1962) ist ein ehemaliger bahamaischer Leichtathlet, der im Sprint und im Hürdenlauf an den Start ging.

## Sportliche Laufbahn
Erste internationale Erfahrungen sammelte David Charlton vermutlich bei den CARIFTA Games 1978 in Nassau, bei denen er in 51,15 s die Bronzemedaille im 400-Meter-Lauf in der U17-Altersklasse gewann. Anschließend siegte er bei den CAC-Juniorenmeisterschaften in Xalapa in 49,18 s über 400 Meter sowie mit 1,90 m im Hochsprung in der U17-Altersklasse und siegte zudem in 3:25,6 min in der 4-mal-400-Meter-Staffel und gewann mit der 4-mal-100-Meter-Staffel in 43,45 s die Silbermedaille. 1980 siegte er bei den CARIFTA Games in Hamilton in 53,81 s im 400-Meter-Hürdenlauf in der U20-Altersklasse und gewann über 400 Meter in 48,38 s die Bronzemedaille. Zudem sicherte er sich in 15,32 s die Silbermedaille im 110-Meter-Hürdenlauf. Im Jahr darauf gewann er bei den CARIFTA Games in Nassau in 46,79 s die Silbermedaille über 400 Meter und verteidigte über 400 m Hürden in 51,8 s seinen Titel. Zudem gewann er über 110 m Hürden in 14,9 s die Bronzemedaille. Anschließend zog er für ein Studium an der Howard University in die Vereinigten Staaten und 1983 siegte er in 50,07 s über 400 m Hürden bei den CAC-Meisterschaften in Havanna und sicherte sich dort mit der 4-mal-400-Meter-Staffel in 3:07,06 min die Silbermedaille hinter dem kubanischen Team. Anschließend schied er bei den erstmals ausgetragenen Weltmeisterschaften in Helsinki mit 52,02 s in der ersten Runde über 400 m Hürden aus und schied mit der 4-mal-100-Meter-Staffel mit 40,52 s im Halbfinale aus. 1986 gewann er bei den Zentralamerika- und Karibikspielen (CAC) in Santiago de los Caballeros in 50,14 s die Silbermedaille über 400 m Hürden hinter dem Jamaikaner Winthrop Graham und im Jahr darauf schied er bei den Panamerikanischen Spielen in Indianapolis mit 51,58 s im Vorlauf aus. Nach 1988 trat er nicht mehr bei offiziellen Wettkämpfen in Erscheinung und ist seitdem als Leichtathletiktrainer auf den Bahamas tätig.

## Persönliche Bestleistungen
- 400 Meter: 46,07 s, 3. Juni 1982 in Provo
- 400 m Hürden: 50,07 s, 24. Juli 1983 in Havanna

## Persönliches
Seine Töchter Devynne Charlton und Anthaya Charlton sind ebenfalls als Leichtathletinnen aktiv.